# Classe G (fregata)
Le fregate della Classe G sono delle unità della Marina turca di progettazione e costruzione statunitense della classe Oliver Hazard Perry del tipo a scafo corto, che dopo essere state dismesse dalla US Navy sono state acquistate dalla Turchia  per avere, per la prima volta, una difesa aerea imbarcata a medio raggio.  Assieme alle fregate Meko 200, più robuste ma armate con missili SAM a minore raggio, le Perry hanno costituito un'importante miglioramento delle capacità operative della Marina turca.
L'ultimo contratto di acquisto è arrivato nel 2002 per le fregate le USS Estocin (FFG-15) e la USS Samuel Eliot Morison (FFG-13) fornite con una serie di parti di ricambio e altre forniture.

## Ammodernamenti
Le unità sono state ampiamente riammodernate con VLS MK-41  per missili antiaerei Evolved Sea Sparrow compreso l'aggiornamento del sistema di controllo del fuoco  Mk-92 da parte della Lockheed Martin. Il VLS Mk-41 ha sostituito il lanciamissili Mk-13 come nelle fregate della Classe Adelaide della Royal Australian Navy derivate anche queste dalle Perry e la fregata turca Gediz è stata la prima unità ad essere stata equipaggiata con il VLS Mk-41.
Il programma di ammodernamento ha visto l'installazione di un sistema di gestione digitale della centrale di combattimento chiamato GENESIS (Gemi Entegre Savaş İdare Sistemi). Il sistema è stato progettato e realizzato congiuntamente dalla Marina Militare turca e dalla Havelsan, un'industria turca di sistemi elettronici, hardware e software. [3] La prima unità navale riammodernata dal programma GENESIS è stato consegnata nel 2007, e l'ultima consegna è prevista per il 2011.
I lavori di ammodernamento hanno visto anche l'installazione di un nuovo radar tridimensionale di ricerca aerea a lungo raggio, nuovo sonar ed è stato modificato il ponte di volo per permettere di operare elicotteri S-70B-28 Seahawk.

## Unità
- TCG Gaziantep (F-490) ex USS Clifton Sprague (FFG-16)
- TCG Giresun (F-491) ex USS Antrim (FFG-20)
- TCG Gemlik (F-492) ex USS Flatley (FFG-21)
- TCG Gelibolu (F-493) ex USS Reid (FFG-30)
- TCG Gökçeada (F-494) ex USS Mahlon S. Tisdale (FFG-27)
- TCG Gediz F-495 ex USS John A. Moore (FFG-19)
- TCG Gökova (F-496) ex USS Samuel Eliot Morison (FFG-13)
- TCG Göksu (F-497) ex USS Estocin (FFG-15)